# 樸素無華
樸素無華，是日本純種競賽馬匹。生涯活躍於一哩至中距離賽事，曾勝出2019年維多利亞一哩賽及2020年香港盃。

## 出賽前
2015年2月25日出生於北海道安平町北部牧場，於拍賣會上中被馬主池谷誠一以2376萬日圓購入。
其後交由美浦訓練中心練馬師萩原清訓練。

## 競賽生涯

### 2歲
2017年7月16日出戰福島競馬場2歲新馬戰，比賽初段選擇積極的先行戰術，進入直路後繼續保持速度，最終拉開後方3 1/2馬位取得首勝。
其後出戰條件戰紫苑賞，再度採取先行戰術下於直路成功衝出，成功達成二連勝。
然而賽後其被發現有骨折的跡象，因而進入長期休養。

### 3歲
2018年3月17日於百花盃復出，一直保持於先頭位置下最終跑獲第三。
其後出戰花仙錦標，雖然其處於大外檔第16檔發走，但仍然積極搶佔位置於第二推進。進入直路後，其嘗試加速衝刺取得領先，但礙於比賽初段搶佔位置時消耗太多體力而未能最大程度加速，最終以第三完賽。
入秋後以紫苑錦標作爲秋季首戰，夥拍李慕華組成新組合。比賽開始後，其選擇於中團靠前的位置推進，比賽途中不斷調整位置以確保自身處於有利局面。進入直路後，其隨即衝出並轟出後600米33.6秒的恐怖末腳，最終以拉開第二的Mau Lea 3馬位的姿態奪得首個分級賽冠軍，亦以1分58.0秒的完賽時間打破賽事紀錄。
贏得紫苑錦標後，陣營考慮其疲倦程度選擇避戰秋華賞，改爲直走女皇伊利沙伯二世盃。比賽開始後，其處於先頭位置推進，進入直路時候保持於第三的位置，雖然於直路中途未能順利加速超前，但仍然可以保住一席第五入板的成績。

### 4歲
2019年以愛知盃作爲年度首戰，然而起步後隨即些微失去平衡，未能搶佔先頭位置一直處於後方位置，縱使直路奮力追趕仍無力回天，最終以第二憾負。
其後出戰中山牝馬錦標，但於其中突然失準僅跑獲第七。
5月12日出戰維多利亞一哩賽，由於主戰騎師李慕華被罰停賽，因而改由來日客串的連達文策騎。比賽開始後，面對前方快放並照出前1000米56.1秒超快步速的領放馬太空隕石，樸素無華選擇於中團位置等待時機。進入直路後，其曾趁先頭部隊的馬匹因超快步速而失速的瞬間發力超越對手，後續繼續保持速度抵擋後上馬大場面的追擊，最終成功以破紀錄的1分30.5秒時間奪得首個分級賽冠軍，亦爲騎師連達文帶來首個日本中央一級賽優勝。
然而贏得維多利亞一哩賽後，其再度被發現骨折，引致避戰及後所有賽事直接進入休養。
秋季於康復後在富士錦標復出，僅次於本年度贏得NHK一哩賽的3歲一哩新星頌讚火星獲得第二人氣。比賽開始後，其選擇於後方位置緩慢起步保留體力，進入直路後迅速抽出外檔望空加速，最終不斷衝刺之下成功以1/2馬位優勢壓贏Leyenda取得冠軍。
其後陣營安排其遠征香港出戰香港一哩錦標，比賽途中雖然保持良好的節奏，但於直路稍欠火候，未能贏過同爲日本代表的頌讚火星及主隊馬夏威夷和美麗傳承，最終以第四完賽。

### 5歲
2020年以高松宮紀念作爲首戰，由於主戰騎師李慕華選擇策騎另一匹由其主戰的賽駒放聲歡呼，因而由橫山典弘代打策騎。然而於比賽途中，其一直保持於後方位置，始終未能衝出下以第十三大敗。
其後出戰維多利亞一哩賽及安田紀念，雖然發揮優秀的實力，但未能戰勝強敵之下分別獲得第三及第四。
進入夏天其出戰札幌紀念，僅次於一級賽三勝的旺紫丁取得第二人氣。比賽開始後，其保持於中團位置逐步推進，並於第三彎道後開始發力。進入直路後，其隨即展現優秀的反應進行加速，瞬間超越前方的旺紫丁下再保持速度抵擋後方波斯劍客的追擊，最終以1馬位優勢壓贏對手取勝。
其後於11月出戰女皇伊利沙伯二世杯，比賽開始後隨即選擇快放並做出前1000米59.3秒的較快步速，可惜於直路失速沉底之下最終以第十六大敗。
12月陣營再度安排其遠征香港，但並非以香港一哩錦標作爲目標，而是和勝出光采及野田優驥一同出戰香港盃。陣營原定安排蘇銘倫執繮，然而其於抵港後隔離期間被驗出對新型冠狀病毒呈現陽性反應，無法策騎之下改由潘頓代打。比賽開始後，其於變魔術後方追趕，進入直路後再度展現優秀反應加速超越對手，後續成功擺脫後方勝出光采的追擊下奪得第二個一級賽冠軍。
回國後陣營宣佈安排其退役，並於2021年1月5日取消日本中央競馬會的賽駒註冊。

### 詳細賽績
| 日期       | 舉辦國家/地區 | 馬場 | 距離   | 級別 | 賽事名稱           | 負重 | 騎師       | 馬號 | 出馬 | 名次 | 時間    | 頭馬（二馬）         |
| ---------- | ------------- | ---- | ------ | ---- | ------------------ | ---- | ---------- | ---- | ---- | ---- | ------- | -------------------- |
| 16/7/2017  | 日本          | 福島 | 草1800 |      | 2歲新馬            | 54   | 石川裕紀人 | 4    | 15   | 1    | 1:49.1  | （Mighty Tesoro）    |
| 9/9/2017   | 日本          | 中山 | 草1600 |      | 紫苑賞             | 54   | 北村宏司   | 7    | 8    | 1    | 1:35.1  | （Soil to the Soul） |
| 17/3/2018  | 日本          | 中山 | 草1800 | GIII | 百花盃             | 54   | 北村宏司   | 3    | 13   | 3    | 1:49.5  | 輕柔流暢             |
| 22/4/2018  | 日本          | 東京 | 草2000 | GII  | 花仙錦標           | 54   | 戶崎圭太   | 16   | 16   | 3    | 1:59.6  | Satono Walkure       |
| 8/9/2018   | 日本          | 中山 | 草2000 | GIII | 紫苑錦標           | 54   | 李慕華     | 14   | 16   | 1    | 1:58.0  | （Mau Lea）          |
| 11/11/2018 | 日本          | 京都 | 草2200 | GI   | 女皇伊利沙伯二世盃 | 54   | 李慕華     | 13   | 17   | 5    | 2:13.7  | 雍容白荷             |
| 26/1/2019  | 日本          | 中京 | 草2000 | GIII | 愛知盃             | 55   | 李慕華     | 11   | 14   | 2    | 2:00.1  | 眨眼間               |
| 9/3/2019   | 日本          | 中山 | 草1800 | GIII | 中山牝馬錦標       | 55   | 田邊裕信   | 2    | 14   | 7    | 1:47.9  | 鎮守邊疆             |
| 12/5/2019  | 日本          | 東京 | 草1600 | GI   | 維多利亞一哩賽     | 55   | 連達文     | 4    | 18   | 1    | 1:30.5  | （大場面）           |
| 19/10/2019 | 日本          | 東京 | 草1600 | GIII | 富士錦標           | 56   | 李慕華     | 16   | 18   | 1    | 1:33.0  | （Leyenda）          |
| 8/12/2019  | 香港          | 沙田 | 草1600 | GI   | 香港一哩錦標       | 55.5 | 李慕華     | 10   | 10   | 4    | 1:33.56 | 頌讚火星             |
| 29/3/2020  | 日本          | 中京 | 草1200 | GI   | 高松宮紀念         | 55   | 橫山典弘   | 18   | 18   | 15   | 1:10.6  | 魔族閃焰             |
| 17/5/2020  | 日本          | 東京 | 草1600 | GI   | 維多利亞一哩賽     | 55   | 横山典弘   | 16   | 16   | 3    | 1:31.3  | 杏目                 |
| 8/7/2020   | 日本          | 東京 | 草1600 | GI   | 安田紀念           | 56   | 横山典弘   | 3    | 14   | 4    | 1:32.1  | 放聲歡呼             |
| 23/8/2020  | 日本          | 札幌 | 草2000 | GII  | 札幌紀念           | 55   | 横山典弘   | 1    | 12   | 1    | 1:59.4  | （波斯劍客）         |
| 15/11/2020 | 日本          | 阪神 | 草2200 | GI   | 女皇伊利沙伯二世盃 | 56   | 横山典弘   | 6    | 18   | 16   | 2:11.6  | 旺紫丁               |
| 13/12/2020 | 香港          | 沙田 | 草2000 | GI   | 香港盃             | 55.5 | 潘頓       | 8    | 8    | 1    | 2:00.50 | （勝出光采）         |

## 退役後
退役後，樸素無華成爲了繁殖雌馬，於北海道安平町北部牧場休養，在2021年進行配種。首匹子嗣Silver Rain於2022年出生，可於2024年出賽。

### 詳細繁殖資料
| 數目   | 馬名         | 出生年 | 性別 | 父系     | 練馬師       | 馬主     | 戰績              |
| ------ | ------------ | ------ | ---- | -------- | ------------ | -------- | ----------------- |
| 第一匹 | Silver Rain  | 2022   | 雄   | 神威啟示 | 美浦・萩原清 | 池谷誠一 | 6戰2冠2季（現役） |
| 第二匹 | Dream Core   | 2023   | 雄   | 高情厚意 | 美浦・萩原清 | 吉田勝己 | （出賽前）        |
| 第三匹 | 樸素無華2024 | 2024   | 雌   | 北部玄駒 |              |          | （出賽前）        |

## 血統簡介
父系無敵先鋒爲英國賽駒，生涯戰績優秀，曾勝出一級賽英皇佐治六世及皇后伊利沙伯錦標，退役後被社台集團引入至日本作配種馬之用。祖父單色里爲英國生產的法國賽駒，生涯戰績不俗，曾勝出二級賽山谷百合錦標，亦於一級賽法國二千堅尼、森林大賽及薩塞克斯錦標跑獲亞軍。
母系Chronologist爲日本賽駒，生涯僅出戰兩場賽事並勝出其中一場。外祖父大洋船爲美國生產的日本賽駒，於草地泥地賽事均有表現，曾勝出NHK一哩賽及日本盃泥地大賽。

### 血統表
| 父線：單色系（北地舞人系）           |                               |               |                 |
| 種馬 無敵先鋒 2006年（棗色）         | 單色里 1996年（深棗色）       | 丹山          | 單色            |
| 種馬 無敵先鋒 2006年（棗色）         | 單色里 1996年（深棗色）       | 丹山          | Razyana         |
| 種馬 無敵先鋒 2006年（棗色）         | 單色里 1996年（深棗色）       | Hasili        | Kahyasi         |
| 種馬 無敵先鋒 2006年（棗色）         | 單色里 1996年（深棗色）       | Hasili        | Kerali          |
| 種馬 無敵先鋒 2006年（棗色）         | Penang Pear 1996年（棗色）    | Bering        | Arctic Tern     |
| 種馬 無敵先鋒 2006年（棗色）         | Penang Pear 1996年（棗色）    | Bering        | Beaune          |
| 種馬 無敵先鋒 2006年（棗色）         | Penang Pear 1996年（棗色）    | Guapa         | Shareef Dancer  |
| 種馬 無敵先鋒 2006年（棗色）         | Penang Pear 1996年（棗色）    | Guapa         | Sauceboat       |
| 繁殖雌馬 Chronologist 2003年（灰色） | 大洋船 1998年（灰色）         | French Deputy | Deputy Minister |
| 繁殖雌馬 Chronologist 2003年（灰色） | 大洋船 1998年（灰色）         | French Deputy | Mitterand       |
| 繁殖雌馬 Chronologist 2003年（灰色） | 大洋船 1998年（灰色）         | Blue Avenue   | Classic Go Go   |
| 繁殖雌馬 Chronologist 2003年（灰色） | 大洋船 1998年（灰色）         | Blue Avenue   | Eliza Blue      |
| 繁殖雌馬 Chronologist 2003年（灰色） | In this Unison 1997年（棕色） | 週日寧靜      | Halo            |
| 繁殖雌馬 Chronologist 2003年（灰色） | In this Unison 1997年（棕色） | 週日寧靜      | Wishing Well    |
| 繁殖雌馬 Chronologist 2003年（灰色） | In this Unison 1997年（棕色） | Rustic Belle  | 淘金者          |
| 繁殖雌馬 Chronologist 2003年（灰色） | In this Unison 1997年（棕色） | Rustic Belle  | Ragtime Girl    |
| 雌系：號族：20-a                     |                               |               |                 |
| 五代內近親交配：北地舞人 5×5         |                               |               |                 |

## 命名由來
名字Normcore（ノームコア）組合自兩個英語字詞Normal及Hardcore，意思是「究極的普通」，聯想自其2376萬日圓的較低拍賣價，香港則取意譯，翻譯為「樸素無華」。

## 外部連結
- 樸素無華 netkeiba.com （页面存档备份，存于）
- 血統表